# Mikael Berglund (politiker)
Sven Harry Mikael Berglund, född 26 mars 1972 i Frändefors församling, Älvsborgs län, är en svensk politiker (Moderata samlingspartiet). Han är kommunalråd och kommunstyrelsens ordförande i Ale kommun.